# Campionatul Mondial de Fotbal 1998
Campionatul Mondial de Fotbal 1998 a fost cea de-a șaisprezecea ediție a celei mai importante competiții la care participă echipe naționale din toată lumea, ediție ce s-a desfășurat în Franța.
Competiția a fost câștigată de Franța care a devenit a șaptea națională campioană mondială. Franța a fost prima gazdă care câștigă turneul după Argentina, în 1978.
România a participat pentru a șaptea oară și a treia oară consecutiv la turneul final. A evoluat în Grupa G, unde a învins Columbia în primul joc, scor 1-0 (gol marcat de Adrian Ilie), apoi reprezentativa Angliei cu 2-1 în meciul doi. Golurile tricolore au fost marcate de Viorel Moldovan și Dan Petrescu. Deja calificată în faza eliminatorie, România a remizat în ultimul meci din grupă, 1-1 cu Tunisia, prin golul marcat de Viorel Moldovan.
În optimile de finală, România a întâlnit la Bordeaux pe Croația. Unicul gol al meciului a fost reușit de Davor Suker din penalti în prelungirile primei reprize și Croația a mers mai departe.

## Meciuri

### Faza grupelor
Orele meciurilor sunt (CEST)/(UTC+2)În cupa mondială 1998 este vorba despre două țări:Brazilia,Franța(gazdele).Brazilia a fost în Grupa A cu Norvegia,Scoția si Maroc.Brazilian a batut 2-1 pe Scotia,3-0 pe Maroc,dar au pierdut 2-1 cu Norvegia,din cauza unui gol de la Rekdal în minutul 88’.Franta a fost în Grupa C cu Africa De Sud,Arabia Saudita si Danemarca.Au batut
3-0 pe Africa De Sud,4-0 pe Arabia Saudita si 2-1 pe Danemarca.
| Legendă | Legendă                                                      |
| ------- | ------------------------------------------------------------ |
|         | Ocupantele primelor două locuri s-au calificat pentru Optimi |

#### Grupa A
| Echipa   | M | V | E | Î | GM | GP | G  | Pct |
| -------- | - | - | - | - | -- | -- | -- | --- |
| Brazilia | 3 | 2 | 0 | 1 | 6  | 3  | +3 | 6   |
| Norvegia | 3 | 1 | 2 | 0 | 5  | 4  | +1 | 5   |
| Maroc    | 3 | 1 | 1 | 1 | 5  | 5  | 0  | 4   |
| Scoția   | 3 | 0 | 1 | 2 | 2  | 6  | -4 | 1   |

| Brazilia                         | 2 – 1    | Scoția             |
| -------------------------------- | -------- | ------------------ |
| César Sampaio 4' Boyd 73' (o.g.) | (Report) | Collins 38' (pen.) |

| Maroc               | 2 – 2    | Norvegia                    |
| ------------------- | -------- | --------------------------- |
| Hadji 38' Hadda 59' | (Report) | Chippo 46' (o.g.) Eggen 60' |

| Scoția     | 1 – 1    | Norvegia   |
| ---------- | -------- | ---------- |
| Burley 66' | (Report) | H. Flo 46' |

| Brazilia                            | 3 – 0    | Maroc |
| ----------------------------------- | -------- | ----- |
| Ronaldo 9' Rivaldo 45+2' Bebeto 50' | (Report) |       |

| Brazilia   | 1 – 2    | Norvegia                        |
| ---------- | -------- | ------------------------------- |
| Bebeto 78' | (Report) | T. A. Flo 83' Rekdal 88' (pen.) |

| Scoția | 0 – 3    | Maroc                     |
| ------ | -------- | ------------------------- |
|        | (Report) | Bassir 22', 85' Hadda 46' |

#### Grupa B
| Echipa  | M | V | E | Î | GM | GP | G  | Pct |
| ------- | - | - | - | - | -- | -- | -- | --- |
| Italia  | 3 | 2 | 1 | 0 | 7  | 3  | +4 | 7   |
| Chile   | 3 | 0 | 3 | 0 | 4  | 4  | 0  | 3   |
| Austria | 3 | 0 | 2 | 1 | 3  | 4  | -1 | 2   |
| Camerun | 3 | 0 | 2 | 1 | 2  | 5  | -3 | 2   |

| Italia                         | 2 – 2    | Chile          |
| ------------------------------ | -------- | -------------- |
| Vieri 10' R. Baggio 85' (pen.) | (Report) | Salas 45', 49' |

| Camerun    | 1 – 1    | Austria     |
| ---------- | -------- | ----------- |
| Njanka 78' | (Report) | Polster 90' |

| Chile     | 1 – 1    | Austria    |
| --------- | -------- | ---------- |
| Salas 70' | (Report) | Vastić 90' |

| Italia                      | 3 – 0    | Camerun |
| --------------------------- | -------- | ------- |
| Di Biagio 7' Vieri 75', 89' | (Report) |         |

| Italia                  | 2 – 1    | Austria           |
| ----------------------- | -------- | ----------------- |
| Vieri 49' R. Baggio 89' | (Report) | Herzog 90' (pen.) |

| Chile      | 1 – 1    | Camerun   |
| ---------- | -------- | --------- |
| Sierra 20' | (Report) | Mboma 55' |

#### Grupa C
| Echipa          | M | V | E | Î | GM | GP | G  | Pct |
| --------------- | - | - | - | - | -- | -- | -- | --- |
| Franța(gazdele) | 3 | 3 | 0 | 0 | 9  | 1  | +8 | 9   |
| Danemarca       | 3 | 1 | 1 | 1 | 3  | 3  | 0  | 4   |
| Africa de Sud   | 3 | 0 | 2 | 1 | 3  | 6  | -3 | 2   |
| Arabia Saudită  | 3 | 0 | 1 | 2 | 2  | 7  | -5 | 1   |

| Arabia Saudită | 0 – 1    | Danemarca  |
| -------------- | -------- | ---------- |
|                | (Report) | Rieper 68' |

| Franța (gazdele)                      | 3 – 0    | Africa de Sud |
| ------------------------------------- | -------- | ------------- |
| Dugarry 34' Issa 77' (o.g.) Henry 90' | (Report) |               |

| Africa de Sud | 1 – 1    | Danemarca   |
| ------------- | -------- | ----------- |
| McCarthy 52'  | (Report) | Nielsen 13' |

| Franța (gazdele)                          | 4 – 0    | Arabia Saudită |
| ----------------------------------------- | -------- | -------------- |
| Henry 36', 77' Trezeguet 68' Lizarazu 85' | (Report) |                |

| Franța                         | 2 – 1    | Danemarca             |
| ------------------------------ | -------- | --------------------- |
| Djorkaeff 12' (pen.) Petit 56' | (Report) | M. Laudrup 42' (pen.) |

(gazdele)
| Africa de Sud              | 2 – 2    | Arabia Saudită                             |
| -------------------------- | -------- | ------------------------------------------ |
| Bartlett 19', 90+4' (pen.) | (Report) | Al-Jaber 45' (pen.) Al-Thunayan 74' (pen.) |

#### Grupa D
| Echipa   | M | V | E | Î | GM | GP | G  | Pct |
| -------- | - | - | - | - | -- | -- | -- | --- |
| Nigeria  | 3 | 2 | 0 | 1 | 5  | 5  | 0  | 6   |
| Paraguay | 3 | 1 | 2 | 0 | 3  | 1  | +2 | 5   |
| Spania   | 3 | 1 | 1 | 1 | 8  | 4  | +4 | 4   |
| Bulgaria | 3 | 0 | 1 | 2 | 1  | 7  | -6 | 1   |

| Paraguay | 0 – 0    | Bulgaria |
| -------- | -------- | -------- |
|          | (Report) |          |

| Spania              | 2 – 3    | Nigeria                          |
| ------------------- | -------- | -------------------------------- |
| Hierro 20' Raúl 46' | (Report) | Adepoju 24' Lawal 72' Oliseh 77' |

| Nigeria    | 1 – 0    | Bulgaria |
| ---------- | -------- | -------- |
| Ikpeba 26' | (Report) |          |

| Spania | 0 – 0    | Paraguay |
| ------ | -------- | -------- |
|        | (Report) |          |

| Nigeria   | 1 – 3    | Paraguay                         |
| --------- | -------- | -------------------------------- |
| Oruma 10' | (Report) | Ayala 1' Benítez 58' Cardozo 86' |

| Spania                                                             | 6 – 1    | Bulgaria       |
| ------------------------------------------------------------------ | -------- | -------------- |
| Hierro 5' (pen.) Luis Enrique 18' Morientes 53', 80' Kiko 88', 90' | (Report) | Kostadinov 56' |

#### Grupa E
| Echipa        | M | V | E | Î | GM | GP | G  | Pct |
| ------------- | - | - | - | - | -- | -- | -- | --- |
| Țările de Jos | 3 | 1 | 2 | 0 | 7  | 2  | +5 | 5   |
| Mexic         | 3 | 1 | 2 | 0 | 7  | 5  | +2 | 5   |
| Belgia        | 3 | 0 | 3 | 0 | 3  | 3  | 0  | 3   |
| Coreea de Sud | 3 | 0 | 1 | 2 | 2  | 9  | -7 | 1   |

| Coreea de Sud  | 1 – 3    | Mexic                         |
| -------------- | -------- | ----------------------------- |
| Ha Seok-Ju 28' | (Report) | Peláez 51' Hernández 74', 84' |

| Țările de Jos | 0 – 0    | Belgia |
| ------------- | -------- | ------ |
|               | (Report) |        |

| Belgia           | 2 – 2    | Mexic                             |
| ---------------- | -------- | --------------------------------- |
| Wilmots 43', 47' | (Report) | García Aspe 55' (pen.) Blanco 62' |

| Țările de Jos                                                       | 5 – 0    | Coreea de Sud |
| ------------------------------------------------------------------- | -------- | ------------- |
| Cocu 38' Overmars 42' Bergkamp 71' van Hooijdonk 80' R. de Boer 83' | (Report) |               |

| Țările de Jos          | 2 – 2    | Mexic                      |
| ---------------------- | -------- | -------------------------- |
| Cocu 4' R. de Boer 18' | (Report) | Peláez 75' Hernández 90+5' |

| Belgia   | 1 – 1    | Coreea de Sud     |
| -------- | -------- | ----------------- |
| Nilis 7' | (Report) | Yoo Sang-Chul 71' |

#### Grupa F
| Echipa        | M | V | E | Î | GM | GP | G  | Pct |
| ------------- | - | - | - | - | -- | -- | -- | --- |
| Germania      | 3 | 2 | 1 | 0 | 6  | 2  | +4 | 7   |
| Iugoslavia    | 3 | 2 | 1 | 0 | 4  | 2  | +2 | 7   |
| Iran          | 3 | 1 | 0 | 2 | 2  | 4  | -2 | 3   |
| Statele Unite | 3 | 0 | 0 | 3 | 1  | 5  | -4 | 0   |

| Iugoslavia     | 1 – 0    | Iran |
| -------------- | -------- | ---- |
| Mihajlović 72' | (Report) |      |

| Germania                | 2 – 0    | Statele Unite |
| ----------------------- | -------- | ------------- |
| Möller 8' Klinsmann 64' | (Report) |               |

| Germania                           | 2 – 2    | Iugoslavia                  |
| ---------------------------------- | -------- | --------------------------- |
| Mihajlović 73' (o.g.) Bierhoff 80' | (Report) | Mijatović 13' Stojković 54' |

| Statele Unite | 1 – 2    | Iran                      |
| ------------- | -------- | ------------------------- |
| McBride 87'   | (Report) | Estili 40' Mahdavikia 84' |

| Statele Unite | 0 – 1    | Iugoslavia     |
| ------------- | -------- | -------------- |
|               | (Report) | Komljenović 4' |

| Germania                   | 2 – 0    | Iran |
| -------------------------- | -------- | ---- |
| Bierhoff 50' Klinsmann 57' | (Report) |      |

#### Grupa G
| Echipa   | M | V | E | Î | GM | GP | G  | Pct |
| -------- | - | - | - | - | -- | -- | -- | --- |
| România  | 3 | 2 | 1 | 0 | 4  | 2  | +2 | 7   |
| Anglia   | 3 | 2 | 0 | 1 | 5  | 2  | +3 | 6   |
| Columbia | 3 | 1 | 0 | 2 | 1  | 3  | -2 | 3   |
| Tunisia  | 3 | 0 | 1 | 2 | 1  | 4  | -3 | 1   |

| Anglia                  | 2 – 0    | Tunisia |
| ----------------------- | -------- | ------- |
| Shearer 43' Scholes 89' | (Report) |         |

| România  | 1 – 0    | Columbia |
| -------- | -------- | -------- |
| Ilie 45' | (Report) |          |

| Columbia     | 1 – 0    | Tunisia |
| ------------ | -------- | ------- |
| Preciado 83' | (Report) |         |

| România                   | 2 – 1    | Anglia   |
| ------------------------- | -------- | -------- |
| Moldovan 47' Petrescu 90' | (Report) | Owen 79' |

| Columbia | 0 – 2    | Anglia                   |
| -------- | -------- | ------------------------ |
|          | (Report) | Anderton 20' Beckham 29' |

| România      | 1 – 1    | Tunisia            |
| ------------ | -------- | ------------------ |
| Moldovan 72' | (Report) | Souayah 10' (pen.) |

#### Grupa H
| Echipa    | M | V | E | Î | GM | GP | G  | Pct |
| --------- | - | - | - | - | -- | -- | -- | --- |
| Argentina | 3 | 3 | 0 | 0 | 7  | 0  | +7 | 9   |
| Croația   | 3 | 2 | 0 | 1 | 4  | 2  | +2 | 6   |
| Jamaica   | 3 | 1 | 0 | 2 | 3  | 9  | -6 | 3   |
| Japonia   | 3 | 0 | 0 | 3 | 1  | 4  | -3 | 0   |

| Argentina     | 1 – 0    | Japonia |
| ------------- | -------- | ------- |
| Batistuta 28' | (Report) |         |

| Jamaica   | 1 – 3    | Croația                             |
| --------- | -------- | ----------------------------------- |
| Earle 45' | (Report) | Stanić 27' Prosinečki 53' Šuker 69' |

| Japonia | 0 – 1    | Croația   |
| ------- | -------- | --------- |
|         | (Report) | Šuker 77' |

| Argentina                                      | 5 – 0    | Jamaica |
| ---------------------------------------------- | -------- | ------- |
| Ortega 31', 55' Batistuta 72', 80', 83' (pen.) | (Report) |         |

| Argentina  | 1 – 0    | Croația |
| ---------- | -------- | ------- |
| Pineda 36' | (Report) |         |

| Japonia      | 1 – 2    | Jamaica           |
| ------------ | -------- | ----------------- |
| Nakayama 74' | (Report) | Whitmore 39', 54' |

### Faza eliminatorie
|  | Optimi                 | Optimi                |                        |       | Sferturi de finală | Sferturi de finală |                  |                  | Semifinale | Semifinale |  |  | Finala | Finala |
|  |                        |                       |                        |       |                    |                    |                  |                  |            |            |  |  |        |        |
|  | 27 iunie – Paris       |                       |                        |       |                    |                    |                  |                  |            |            |  |  |        |        |
|  |                        |                       |                        |       |                    |                    |                  |                  |            |            |  |  |        |        |
|  | Brazilia               | 4                     |                        |       |                    |                    |                  |                  |            |            |  |  |        |        |
|  | Brazilia               | 4                     | 3 iulie – Nantes       |       |                    |                    |                  |                  |            |            |  |  |        |        |
|  | Chile                  | 1                     |                        |       |                    |                    |                  |                  |            |            |  |  |        |        |
|  | Chile                  | 1                     | Brazilia               | 3     |                    |                    |                  |                  |            |            |  |  |        |        |
|  | 28 iunie – Saint-Denis |                       | Brazilia               | 3     |                    |                    |                  |                  |            |            |  |  |        |        |
|  |                        | Danemarca             | 2                      |       |                    |                    |                  |                  |            |            |  |  |        |        |
|  | Nigeria                | Danemarca             | 2                      | 1     |                    |                    |                  |                  |            |            |  |  |        |        |
|  | Nigeria                |                       | 7 iulie – Marsilia     | 1     |                    |                    |                  |                  |            |            |  |  |        |        |
|  | Danemarca              | 4                     |                        |       |                    |                    |                  |                  |            |            |  |  |        |        |
|  | Danemarca              | 4                     | Brazilia (p)           | 1 (4) |                    |                    |                  |                  |            |            |  |  |        |        |
|  | 29 iunie – Toulouse    |                       | Brazilia (p)           | 1 (4) |                    |                    |                  |                  |            |            |  |  |        |        |
|  |                        | Țările de Jos         | 1 (2)                  |       |                    |                    |                  |                  |            |            |  |  |        |        |
|  | Țările de Jos          | Țările de Jos         | 1 (2)                  | 2     |                    |                    |                  |                  |            |            |  |  |        |        |
|  | Țările de Jos          | 4 iulie – Marseille   |                        | 2     |                    |                    |                  |                  |            |            |  |  |        |        |
|  | Yugoslavia             | 1                     |                        |       |                    |                    |                  |                  |            |            |  |  |        |        |
|  | Yugoslavia             | 1                     | Țările de Jos          | 2     |                    |                    |                  |                  |            |            |  |  |        |        |
|  | 30 iunie – St. Étienne |                       | Țările de Jos          | 2     |                    |                    |                  |                  |            |            |  |  |        |        |
|  |                        | Argentina             | 1                      |       |                    |                    |                  |                  |            |            |  |  |        |        |
|  | Argentina (p)          | Argentina             | 1                      | 2 (4) |                    |                    |                  |                  |            |            |  |  |        |        |
|  | Argentina (p)          |                       | 12 iulie – Saint-Denis | 2 (4) |                    |                    |                  |                  |            |            |  |  |        |        |
|  | Anglia                 | 2 (3)                 |                        |       |                    |                    |                  |                  |            |            |  |  |        |        |
|  | Anglia                 | 2 (3)                 | Brazilia               | 0     |                    |                    |                  |                  |            |            |  |  |        |        |
|  | 27 iunie – Marseille   |                       | Brazilia               | 0     |                    |                    |                  |                  |            |            |  |  |        |        |
|  |                        | Franța(gazdele)       | 3                      |       |                    |                    |                  |                  |            |            |  |  |        |        |
|  | Italia                 | Franța(gazdele)       | 3                      | 1     |                    |                    |                  |                  |            |            |  |  |        |        |
|  | Italia                 | 3 iulie – Saint-Denis |                        | 1     |                    |                    |                  |                  |            |            |  |  |        |        |
|  | Norvegia               | 0                     |                        |       |                    |                    |                  |                  |            |            |  |  |        |        |
|  | Norvegia               | 0                     | Italia                 | 0 (3) |                    |                    |                  |                  |            |            |  |  |        |        |
|  | 28 iunie – Lens        |                       | Italia                 | 0 (3) |                    |                    |                  |                  |            |            |  |  |        |        |
|  |                        | Franța (p)(gazdele)   | 0 (4)                  |       |                    |                    |                  |                  |            |            |  |  |        |        |
|  | Franța (aet)(gazdele)  | Franța (p)(gazdele)   | 0 (4)                  | 1     |                    |                    |                  |                  |            |            |  |  |        |        |
|  | Franța (aet)(gazdele)  |                       | 8 iulie – Saint-Denis  | 1     |                    |                    |                  |                  |            |            |  |  |        |        |
|  | Paraguay               | 0                     |                        |       |                    |                    |                  |                  |            |            |  |  |        |        |
|  | Paraguay               | 0                     | Franța(gazdele)        | 2     |                    |                    |                  |                  |            |            |  |  |        |        |
|  | 29 iunie – Montpellier |                       | Franța(gazdele)        | 2     |                    |                    |                  |                  |            |            |  |  |        |        |
|  |                        | Croația               | 1                      |       | Finala mică        | Finala mică        |                  |                  |            |            |  |  |        |        |
|  | Germania               | Croația               | 1                      | 2     | Finala mică        | Finala mică        |                  |                  |            |            |  |  |        |        |
|  | Germania               | 4 iulie – Lyon        | 4 iulie – Lyon         | 2     |                    |                    | 11 iulie – Paris | 11 iulie – Paris |            |            |  |  |        |        |
|  | Mexic                  | 4 iulie – Lyon        | 4 iulie – Lyon         | 1     |                    |                    | 11 iulie – Paris | 11 iulie – Paris |            |            |  |  |        |        |
|  | Mexic                  | Germania              | 0                      | 1     | Țările de Jos      | 1                  |                  |                  |            |            |  |  |        |        |
|  | 30 iunie – Bordeaux    | Germania              | 0                      |       | Țările de Jos      | 1                  |                  |                  |            |            |  |  |        |        |
|  |                        | Croația               | 3                      |       | Croația            | 2                  |                  |                  |            |            |  |  |        |        |
|  | România                | Croația               | 3                      | 0     | Croația            | 2                  |                  |                  |            |            |  |  |        |        |
|  | România                |                       |                        | 0     |                    |                    |                  |                  |            |            |  |  |        |        |
|  | Croația                | 1                     |                        |       |                    |                    |                  |                  |            |            |  |  |        |        |
|  | Croația                | 1                     |                        |       |                    |                    |                  |                  |            |            |  |  |        |        |

#### Optimi
| Italia    | 1 – 0    | Norvegia |
| --------- | -------- | -------- |
| Vieri 18' | (Report) |          |

| Brazilia                                         | 4 – 1    | Chile     |
| ------------------------------------------------ | -------- | --------- |
| César Sampaio 11', 27' Ronaldo 45+1' (pen.), 70' | (Report) | Salas 68' |

| Franța     | 1 – 0 (a.e.t.) | Paraguay |
| ---------- | -------------- | -------- |
| Blanc 113' | (Report)       |          |

Gazdele
| Nigeria       | 1 – 4    | Danemarca                                    |
| ------------- | -------- | -------------------------------------------- |
| Babangida 78' | (Report) | Møller 3' B. Laudrup 12' Sand 60' Helveg 76' |

| Germania                   | 2 – 1    | Mexic         |
| -------------------------- | -------- | ------------- |
| Klinsmann 75' Bierhoff 86' | (Report) | Hernández 47' |

| Țările de Jos             | 2 – 1    | Iugoslavia      |
| ------------------------- | -------- | --------------- |
| Bergkamp 38' Davids 90+2' | (Report) | Komljenović 48' |

< a href="https://echipa-nationala-de-fotbal-a-romaniei.blogspot.com/2024/06/romania-croatia-30-iunie-1998.html> România - Croația - 30 Iunie 1998</a>
| România | 0 – 1    | Croația            |
| ------- | -------- | ------------------ |
|         | (Report) | Šuker 45+2' (pen.) |

| Argentina                                 | 2 – 2 (a.e.t.) (d.p.) | Anglia                                 |
| ----------------------------------------- | --------------------- | -------------------------------------- |
| Batistuta 6' (pen.) Zanetti 45+1'         | (Report)              | Shearer 10' (pen.) Owen 16'            |
| Berti · Crespo · Verón · Gallardo · Ayala | 4 – 3                 | Shearer · Ince · Merson · Owen · Batty |

#### Sferturi
| Franța                                        | 0 – 0 (a.e.t.) (d.p.) | Italia                                                 |
| --------------------------------------------- | --------------------- | ------------------------------------------------------ |
|                                               | (Report)              |                                                        |
| Zidane · Lizarazu · Trezeguet · Henry · Blanc | 4 – 3                 | R. Baggio · Albertini · Costacurta · Vieri · Di Biagio |

Gazdele
| Brazilia                    | 3 – 2    | Danemarca                   |
| --------------------------- | -------- | --------------------------- |
| Bebeto 11' Rivaldo 27', 60' | (Report) | Jørgensen 2' B. Laudrup 50' |

| Țările de Jos             | 2 – 1    | Argentina |
| ------------------------- | -------- | --------- |
| Kluivert 12' Bergkamp 89' | (Report) | López 18' |

| Germania | 0 – 3    | Croația                           |
| -------- | -------- | --------------------------------- |
|          | (Report) | Jarni 45+3' Vlaović 80' Šuker 85' |

#### Semifinale
| Brazilia                            | 1 – 1 (a.e.t.) (d.p.) | Țările de Jos                             |
| ----------------------------------- | --------------------- | ----------------------------------------- |
| Ronaldo 46'                         | (Report)              | Kluivert 87'                              |
| Ronaldo · Rivaldo · Emerson · Dunga | 4 – 2                 | F. de Boer · Bergkamp · Cocu · R. de Boer |

| Franța          | 2 – 1    | Croația   |
| --------------- | -------- | --------- |
| Thuram 47', 69' | (Report) | Šuker 46' |

Gazdele

#### Finala mică
| Țările de Jos | 1 – 2    | Croația                  |
| ------------- | -------- | ------------------------ |
| Zenden 21'    | (Report) | Prosinečki 13' Šuker 35' |

## Finala
Finala a avut loc pe 12 iulie 1998, pe Stade de France din Saint Denis și a opus reprezentativa țării gazdă, Franța, contra campioanei mondiale en-titre, Brazilia.
| Franța (gazdele)             | 3–0      | Brazilia |
| ---------------------------- | -------- | -------- |
| Zidane 27', 45', Petit 90'+3 | (Raport) |          |